# Pałac w Śmiełowie
Pałac w Śmiełowie – pałac z XVIII w. w  Śmiełowie, wpisany do rejestru zabytków nieruchomych województwa wielkopolskiego.
Zabytkowy pałac zbudowany w roku 1797 dla Andrzeja Gorzeńskiego według projektu Stanisława Zawadzkiego, czołowego architekta epoki klasycyzmu, autora między innymi pałacu w Dobrzycy i pałacu w Lubostroniu w Wielkim Księstwie Poznańskim, sprowadzonego z Warszawy po upadku insurekcji kościuszkowskiej , obecnie mieszczący Muzeum im. Adama Mickiewicza.

## Pałac
Pałac składa się z piętrowego korpusu głównego, połączonego półkolistymi galeriami z oficynami. Budynek główny poprzedzony czterokolumnowym portykiem z kolumnami w wielkim porządku. Inspiracją dla architekta była Villa Badoer we Fratta Polesine projektu Andrea Palladio. Oficyny przykryte tzw. dachem krakowskim (kolankowym). Pałac na planie podkowy o rozpiętości skrzydeł ok. 43 m.
Jednym z największych walorów pałacu jest jego położenie, dzięki któremu sprzed pałacu rozciąga się wspaniały widok na łąki w szerokiej dolinie i na pasmo wzgórz z sylwetką kościoła w Brzostkowie.
W kontraście z harmonijną, klasycystyczną fasadą stoi nieregularny, dość chaotyczny układ wnętrz pałacu, np. ośmioboczny salon występujący ryzalitem w fasadę ogrodową, do którego brak bezpośredniego połączenia z klatki schodowej. Duża liczba wnęk, zakamarków, mniejszych pokoi (częściowo spowodowana wielodzietnością właścicieli) przyczynia się do pogłębienia nastroju tajemniczości. Zatarto również podział na pomieszczenia reprezentacyjne i mieszkalne: parter i pierwsze piętro mają niemal tę samą wysokość. W podziemiach, pod salonem, mieści się ośmioboczna sala o sklepieniu kolebkowym z lunetami, która służyła jako pomieszczenie do zebrań loży masońskiej. Innym elementem symboliki masońskiej jest tak zwany „ołtarz” w klatce schodowej.
Dekorację malarską wnętrz powierzono braciom Franciszkowi i Antoniemu Smuglewiczom. Na uwagę zasługują program ikonograficzny salonu owalnego (nawiązania do Iliady Homera) oraz, w salonie błękitnym, cykl fresków o tematyce rustykalnej imitujących malarstwo pompejańskie. Zachowały się one tylko w dwóch pomieszczeniach na parterze.
Oficyna zachodnia mieściła pokoje gościnne, podczas gdy wschodnia, z oddzielnym wejściem od ogrodu, zawierała kuchnię. Przynajmniej część innych budynków gospodarczych (stajnia, wozownia, spichlerz) była również zaprojektowana przez Zawadzkiego. W otoczeniu pałacu znajduje się dobrze utrzymany park krajobrazowy, sięgający lasów nad Wartą.
Syn Andrzeja – Hieronim Gorzeński, uczestniczył w kampanii rosyjskiej Napoleona jako adiutant marszałka Louisa Davouta. Po powrocie do Śmiełowa zajął się prowadzeniem majątku, który zasłynął między innymi z hodowli koni. Działał również w wielu organizacjach patriotycznych. Śmiełów, dzięki swemu położeniu tuż nad granicą dzielącą zabory, wykorzystywany był jako punkt przerzutowy ludzi i literatury wykorzystywanej w działalności niepodległościowej.
Znaczenie to wzrosło po wybuchu powstania listopadowego. Między innymi w Śmiełowie zatrzymał się na kilka tygodni sierpnia 1831 Adam Mickiewicz.
Po wygaśnięciu rodu Gorzeńskich (1887), zadłużony majątek kupił Franciszek Chełkowski. Chełkowscy  modernizują gospodarstwo, a w samym pałacu urządzają kolekcję pamiątek związanych z Mickiewiczem i jego pobytem w Śmiełowie, jednocześnie realizując ideę „domu otwartego”, który aż do wybuchu wojny przyciągał wiele wybitnych postaci ze świata kultury i polityki. Śmiełów odwiedzają, między innymi, Henryk Sienkiewicz, Ignacy Paderewski, Wojciech Kossak, Ludwik Puget, Ludomir Różycki i Władysław Tatarkiewicz.
W 1939, po wkroczeniu Niemców do Wielkopolski, Józef i Maria Chełkowscy zostają internowani, a ich majątek wraz z pałacem zajęty przez okupanta. Po 1945 roku pałac splądrowano i podzielono na mieszkania. Później mieścił szkołę, a od 1970 został przejęty przez Muzeum Narodowe w Poznaniu, które przeprowadziło remont pałacu i otworzyło tu w 1975 swój oddział – Muzeum im. Adama Mickiewicza w Śmiełowie.

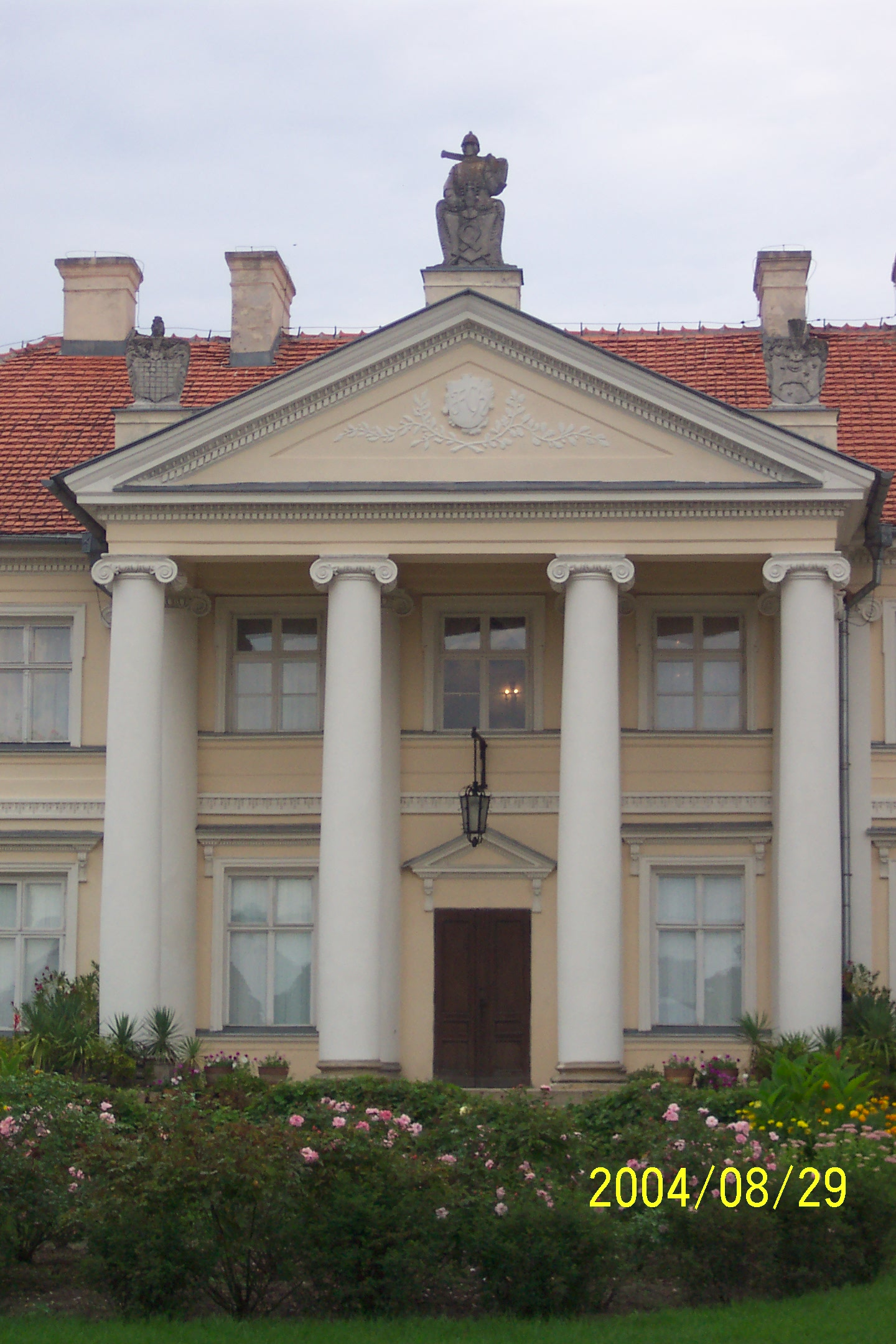
Portyk z herbem  Nałęcz Gorzeńskiego
Herb Nałęcz H. Gorzeńskiego
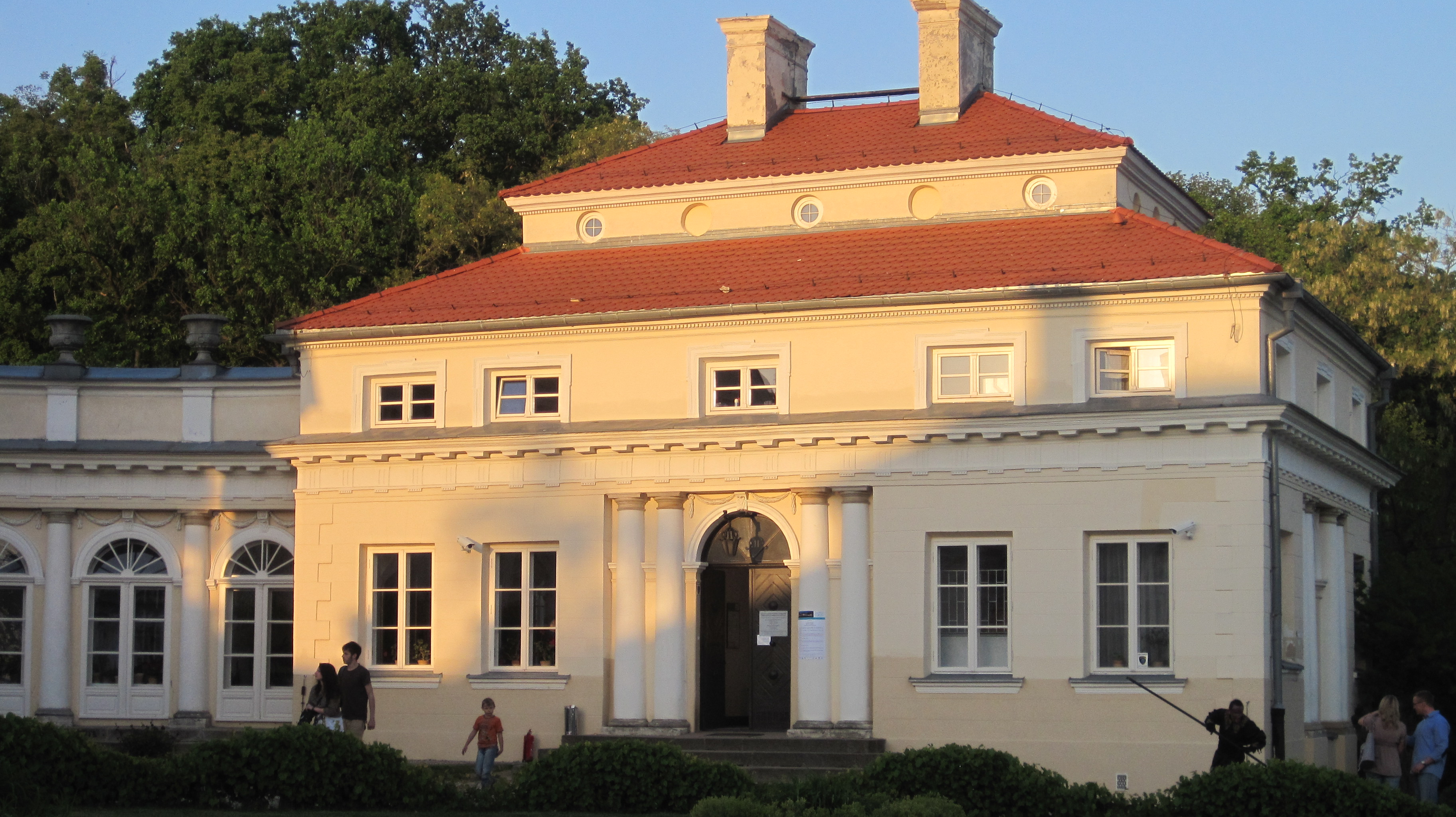
Oficyna wschodnia
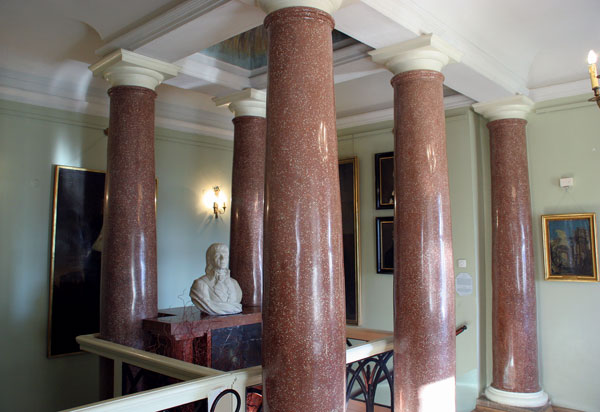
„Ołtarz masoński” w klatce schodowej
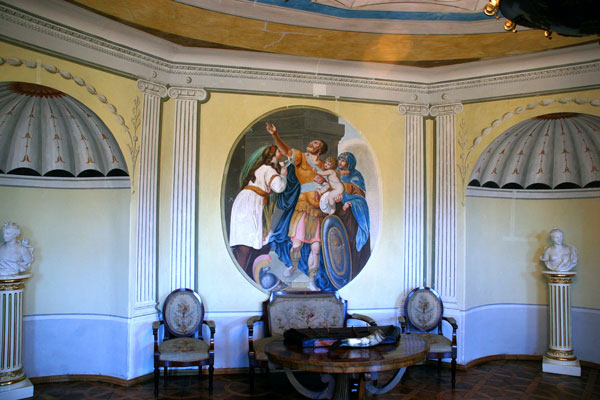
Salon owalny

## Muzeum
W muzeum zgromadzone są obrazy, rzeźby, druki i wyroby rzemieślnicze związane z Adamem Mickiewiczem. Osobne pokoje poświęcono Panu Tadeuszowi i Dziadom,  Mickiewiczowi i Sienkiewiczowi, Józefowi i Marii Chełkowskim. Do muzeum należy również zabytkowy park otaczający pałac, wraz z Ogródkiem Zosi i pomnikiem Mickiewicza.